# Lijst van missverkiezingen
Hieronder volgt een lijst van missverkiezingen, waarbij onder "missverkiezing" moet worden verstaan een schoonheidswedstrijd tussen een aantal jonge vrouwen waaruit door een jury diegene gekozen wordt die het best aan de criteria van de wedstrijd voldoet.

## Wereldwijd
• Miss India Worldwide
- Miss Universe
- Miss World
- Miss Earth
- Miss Supranational
- Miss Grand International
- Face of Beauty International
- Miss International
- Miss Tourism Queen International
- Miss Tourism International
- Miss International Queen
- Miss América Latina
- Mrs. World
- Miss Intercontinental
- Miss Teen International
- Miss Teen Supranational
- Miss Globe International
- Queen of the World
- International Queen of Coffee
- World Coffee Queen
- International Queen of Flowers
- World Banana Queen
- Supermodel of the World
- International Model of the Year
- Miss Latina del Mundo

## Regionaal
• Miss Indian Beauty Pageant
- Miss Benelux
- Miss Europa
- Miss Asia Pacific International
- Miss Silkway
- Miss Scandinavia
- Miss Baltic Sea
- Miss Mesoamerica International
- Miss Suramérica
- Miss Hispanoamericana
- Miss Hispanidad Internacional
- Nuestra Belleza Internacional
- Miss Africa Queen
- Queen of Europe
- Miss European
- Miss Continente Americano
- Miss Latina del Mundo

## Voormalige landen
- Miss Československo
- Miss Serbia and Montenegro
- Miss Yugoslavia
- Miss USSR

## Nationaal

### Albanië
- Miss Albanië
- Miss Universe Albania
- Miss Shqiperia

### Argentinië
- Miss Universo Argentina
- Miss Mundo Argentina
- Miss Earth Argentina

### Australië
- Miss Australia
- Miss Universe Australia
- Miss World Australia
- Miss Bondi

### Bahama's
- Miss Bahamas Universe
- Miss Bahamas World

### Barbados
- Miss Barbados Universe
- Miss Barbados World

### België
- Miss België (-Belgique)
- Miss Exclusive
- Miss Earth Belgium
- Miss Fashion Benelux
- Miss Wellness Beauty Belgium
- Miss Grace Benelux
- Miss Glamour Belgium
- Miss Elegance
- Queen of fashion
- Queen of the Models
- Miss Vlaanderen
- Miss Model Of Belgium
- Miss North Sea Belgium
- Miss & Mister Belgium Personality
- Miss Belgian Travestie
- Miss Antwerpen
- Miss Oost-Vlaanderen
- Miss De Luxe
- Mrs Universe Belgium
- Top Model of the Universe Benelux
- Miss Aura Belgium
- Miss European Global
- Top model Belgium
- MMIM
- Aardbeiprinses Melsele

### Belize
- Miss Belize
- Belize's Most Outstanding Teen
- Top Celebrity Belize

### Brazilië
- Miss Brasil
- Miss Brasil Mundo
- Beleza Brasil
- Miss Brasil Globe

### Botswana
- Miss Botswana
- Miss Universe Botswana

### Canada
- Miss Canada
- Miss Universe Canada
- Miss World Canada
- Miss Earth Canada
- Miss Canada International
- Miss Hawaiian Tropic Canada
- Miss Chinese Toronto
- Miss Chinese Vancouver
- Miss Canada Globe
- Miss Teen Canada Globe
- Miss Canada Petite
- Miss Teen Canada Petite

### Chili
- Miss Universo Chile
- Miss Earth Chile
- Miss Mundo Chile

### China
- Miss China
- Miss Earth China
- Miss China Universe
- Miss Chinese Cosmo

#### Hongkong
- Miss Asia
- Miss Chinese International
- Miss Hong Kong

#### Macau
- Miss Macau

#### Tibet
- Miss Tibet

### Colombia
- Señorita Colombia
- Miss Mundo Colombia
- Miss Earth Colombia

### Denemarken
- Frøken Danmark
- Miss Universe Denmark
- Miss World Denmark

### Dominicaanse Republiek
- Miss Republica Dominicana Universo
- Miss Mundo Dominicana
- Miss Earth Dominican Republic

### Duitsland
- Miss Deutschland
- Miss Germany
- Germany's Miss Universe
- Misses Germany

### El Salvador
- Miss El Salvador
- Nuestra Belleza Mundo
- Nuestra Belleza Universo

### Estland
- Eesti Miss Estonia
- Miss World Estonia

### Ethiopië
- Miss Millennium Queen
- Miss Ethiopia World

### Filipijnen
- Binibining Pilipinas
- Miss Philippines Earth
- Mutya NG Pilipinas
- Miss Hawaiian Tropic Philippines

### Finland
- Miss Suomi
- Miss Maailma Suomi
- Miss Bikini
- Suomen Neito

### Frankrijk
- Miss Frankrijk
- Miss France Monde

#### Guadeloupe
- Miss Guadeloupe
- Miss Guadeloupe International

#### Martinique
- Miss Martinique

#### Nieuw-Caledonië
- Miss Nouvelle Caledonie

#### Tahiti
- Miss Tahiti

#### Wallis en Futuna
- Miss Wallis and Futuna

#### Frans-Guyana
- Miss Guyane

### Ghana
- Miss Ghana
- Miss Universe Ghana
- Face of World Ghana

### Guyana
- Miss Guyana
- Miss Universe Guyana

### Honduras
- Miss Honduras
- Señorita Honduras Universo

### Hongarije
- Miss Hungary
- Miss Universe Hungary
- Miss World Hungary
- Miss Tourism World Hungary
- Miss Bikini World Hungary
- Miss Balaton Hungary
- Belle of the Anna-ball

### Ierland
- Miss Ireland
- Miss Universe Ireland

### India
- Miss India
- Miss Chennai

### Indonesië
- Puteri Indonesia
- Puteri Tionghoa Indonesia
- Miss Indonesia
- Miss Indonesia Earth
- Miss Indonesia Tourism

### Israël
- Miss Israël
- Miss Earth Israël

### Italië
- Miss Italia
- Miss Italia nel Mondo
- Miss Universo Italia
- Miss Mondo Italia

### Jamaica
- Miss Jamaica Universe
- Miss Jamaica World

### Japan
- Miss Japan
- Miss Universe Japan
- Clarion Girl

### Kenia
- Miss Kenya
- Miss Universe Kenya

### Kroatië
- Miss Hrvatske
- Miss Universe Hrvatske

### Letland
- Mis Latvija
- Miss Universe Latvia

### Luxemburg
- Miss Luxembourg
- Miss Luxembourg Earth
- Miss BeNeLux
- Miss Latina Benelux

### Malta
- Miss Malta
- Miss World Malta

### Mexico
- Miss Mexico
- Miss Latina Mexico
- Nuestra Belleza México

### Mongolië
- Miss Mongolia
- Miss World Mongolia
- Miss Student

### Nederland
- Mis(s)verkiezing
- Miss Amsterdam
- Miss Holland
- Miss Nederland
- Miss World Nederland
- Miss Regio NL
- Miss Netherlands Earth
- Miss Universe Nederland
- Miss Black and Beautiful
- Miss Kemer Nederland
- Miss China Europe
- Miss China Benelux
- Miss Marokko Nederland
- Miss India Holland
- Miss Nigeria Holland
- Miss Brasil Nederland
- Miss Asia Nederland
- Miss Latina Holanda
- Miss Diamant Nederland
- Miss Colombia Nederland
- Miss Hawaiian Tropic Nederland
- Miss Ghana Holland
- Miss Figure Nederland
- Miss Reef Nederland
- Miss Oranje
- Miss Beauty of Friesland
- Miss Teen of Friesland
- Miss Beauty of Groningen
- Miss Teen of Groningen
- Miss Beauty of Drenthe
- Miss Teen of Drenthe
- Miss Beauty of Overijssel
- Miss Teen of Overijssel
- Miss Beauty of Noord-Holland
- Miss Teen of Noord-Holland
- Miss Beauty of Limburg
- Miss Teen of Limburg
- Miss Beauty of Zeeland
- Miss Teen of Zeeland
- Miss Beauty of Zuid-Holland
- Miss Teen of Zuid-Holland
- Miss Beauty of Flevoland
- Miss Teen of Flevoland
- Miss Latina Benelux
- Miss Teen Universe Nederland

#### Curaçao
- Miss Curaçao

#### Sint Maarten
- Miss St. Maarten Universe

### Nieuw-Zeeland
- Miss Universe New Zealand
- Miss World New Zealand
- Miss Earth New Zealand
- Miss Americarna

#### Niue
- Miss Niue

#### Tokelau
- Miss Tokelau

### Nigeria
- Most Beautiful Girl in Nigeria
- Miss Earth Nigeria

### Oekraïne
- Miss Ukraine
- Miss Universe Ukraine
- Miss Earth Ukraine

### Oostenrijk
- Miss Austria
- Missis Austria

### Panama
- Miss Panamá
- Señorita Panamá
- Miss World Panamá
- Miss International Panamá
- Miss Earth Panamá

### Peru
- Miss Peru
- Miss Peru International

### Polen
- Miss Polonia
- Miss Polski

### Portugal
- Miss Portugal
- Miss Lusitania

### Puerto Rico
- Miss Puerto Rico Universe
- Miss Mundo Puerto Rico
- Miss Earth Puerto Rico
- Miss Puerto Rico Petite
- Miss Puerto Rico Teen
- Nuestra Belleza Puerto Rico

### Roemenië
- Miss Romania
- Miss Diaspora

### Rusland
- Miss Rusland
- Miss Universe Russia
- Miss Russisch Leger
- Krasa Rossii

### Singapore
- Miss Singapore Universe
- Miss Singapore World
- Miss Earth Singapore

### Slovenië
- Miss Slovenia
- Miss Universe Slovenia

### Slowakije
- Miss Slovakia
- Miss Universe Slovenskej Republiky

### Spanje
- Miss España

#### Catalonië
- Miss Nació Catalana

### Sri Lanka
- Miss Sri Lanka Universe
- Miss Sri Lanka World

### Tanzania
- Miss Tanzania
- Miss Universe Tanzania

### Thailand
- Miss Thailand
- Miss Thailand Universe
- Miss Thailand World
- Miss Teen Thailand

### Tsjechië
- Miss České Republiky
- Česká Miss

### Venezuela
- Miss Venezuela
- Miss Earth Venezuela
- Miss Teen Model Venezuela

### Verenigd Koninkrijk
- Miss United Kingdom
- Miss Great Britain
- Miss England
- Miss Wales
- Miss Scotland
- Miss Northern Ireland
- Miss Guernsey

#### Britse Maagdeneilanden
- Miss British Virgin Islands

#### Turks- en Caicoseilanden
- Miss Turks and Caicos

#### Gibraltar
- Miss Gibraltar

#### Bermuda
- Miss Bermuda
- Miss Teen Bermuda

#### Cookeilanden
- Miss Cook Islands

### Verenigde Staten
- Miss America
- Miss America's Outstanding Teen
- Miss USA
- Miss Earth USA
- US Miss World
- Miss Teen USA
- Miss USA International
- Miss Latina USA
- Miss United States
- Miss United States Teen
- Miss Hawaiian Tropic USA
- American Junior Miss
- Miss Asian America
- Miss Black America
- Hawaiian Tropic Teen Miss
- Miss Chinatown USA
- Miss NY Chinese
- Mo'Nique's Fat Chance
- Ms. America
- Dream Girls USA Pageant
- America's Perfect Teen
- America's Perfect Miss

#### Amerikaanse Maagdeneilanden
- Miss USVI Universe

#### Amerikaans-Samoa
- Miss American Samoa

#### Guam
- Miss Guam Tourism

#### Noordelijke Marianen
- Miss Marianas Universe

### Vietnam
- Miss Vietnam
- Miss World Vietnamese
- Miss Universe Vietnam

### Zuid-Afrika
- Miss Zuid-Afrika
- Miss Earth South Africa

### Zweden
- Fröken Sverige
- Miss World Sweden
- Miss Earth Sweden

### Zwitserland
- Miss Zwitserland (-Schweiz -Suisse, -Svizra)
- Miss Earth Zwitserland (-Schweiz -Suisse, -Svizra)

### Andere landen
- Miss Andorra
- Miss Anguilla
- Miss Angola
- Miss Antigua and Barbuda Universe
- Miss Armenia
- Miss Aruba
- Miss Bangladesh
- Miss Bolivia
- Miss Bonaire
- Miss Bosnia and Herzegovina
- Miss Bulgarije
- Miss Cambodia
- Miss Cayman Islands
- Miss Republic of Congo
- Miss DR of Congo
- Miss Costa Rica
- Miss Cyprus
- Miss Ecuador
- Miss Egypte
- Hibiscus Queen
- Miss Georgia
- Miss Grenada World
- Star Hellas
- Miss Guatemala Universo
- Miss Haiti
- Miss IJsland
- Miss Côte d'Ivoire
- Miss Cameroun
- Miss Kazakhstan
- Miss Lux Lao
- Miss Lebanon
- Miss Liberia
- Miss Liechtenstein
- Mis Lietuva
- Miss Luxembourg
- Mis na Makedonija
- Miss Malawi
- Miss Malaysia
- Miss Mauritius
- Miss Moldova
- Miss Monaco
- Miss Montenegro
- Miss Myanmar
- Miss Namibia
- Miss Nepal
- Miss Nicaragua
- Froken Norge
- Miss Uganda
- Miss Pakistan World
- Miss Papua New Guinea Red Cross
- Miss Universo Paraguay
- National Carnival Queen
- Miss SVG
- Miss Teuila
- Miss San Marino
- Miss Serbia
- Miss Seychelles
- Miss Suriname
- Miss Swaziland
- Miss Taiwan
- Miss Togo
- Miss Heilala
- Miss Trinidad and Tobago
- Miss Turkey
- Miss Tuvalu
- Miss Universo Uruguay
- Miss Vanuatu Tourism
- Miss Belarus
- Miss Universe Zambia
- Miss Korea